# Porsche Carrera Cup Deutschland 1997
Der Porsche Carrera Cup Deutschland 1997 war die 8. Saison des Porsche Carrera Cup Deutschland. Der erste Meisterschaftslauf fand am 18. Mai 1997 im belgischen Zolder statt. Das Saisonfinale wurde am 12. Oktober auf dem Hockenheimring gefahren.
Insgesamt wurden in dieser Saison acht Läufe in Deutschland, Belgien und in den Niederlanden ausgetragen.
Den Fahrertitel gewann Wolfgang Land mit 105 Punkten. Damit konnte er sich nach 1993 seinen zweiten Meistertitel sichern. Das Rennteam Farnbacher Motorsport gewann die erstmals in dieser Saison eingeführte Teamwertung.

## Starterfeld
Folgende Fahrer und Gastfahrer sind in der Saison gestartet:
| Nr. | Fahrer           | Team                      | Rennwochenende |
| --- | ---------------- | ------------------------- | -------------- |
| 1   | Dirk Müller      | UPS Porsche-Junior Team   |                |
| 2   | Marc Basseng     | UPS Porsche-Junior Team   |                |
| 3   | Horst Stäbler    |                           |                |
| 5   | Horst Farnbacher | Farnbacher Motorsport     |                |
| 6   | Gerhard Müller   | GM-Sports Racing Team     |                |
| 7   | Hans Willems     | Oberbayern Motorsport     |                |
| 8   | Wolfgang Land    | PZ Freiburg/Eichin Racing |                |
| 10  | Frank Stippler   | Dorint Racing             |                |
| 11  | Frank Schmickler | Dorint Racing             |                |
| 12  | Stefan Roitmayer | Dorint Racing             |                |
| 14  | Klaus Graf       | tolimit Motorsport        |                |
| 15  | Stefan L. Hackl  | tolimit Motorsport        |                |
| 17  | Patrick Huisman  | Manthey Racing            | 1              |
| 18  | Oliver Mathai    | Manthey Racing            |                |
| 25  | Harald Grohs     | Manthey Racing            |                |

      Gaststarter

## Rennkalender und Ergebnisse
| Runde | Rennstrecke    | Datum         | Pole-Position    | Schnellste Runde | Sieger           | Zweiter       | Dritter          |
| ----- | -------------- | ------------- | ---------------- | ---------------- | ---------------- | ------------- | ---------------- |
| 1     | Zolder         | 18. Mai       | Patrick Huisman  | Wolfgang Land    | Wolfgang Land    | Klaus Graf    | Harald Grohs     |
| 2     | Zweibrücken    | 1. Juni       | Klaus Graf       | Klaus Graf       | Horst Farnbacher | Wolfgang Land | Frank Schmickler |
| 3     | Diepholz       | 6. Juli       | Klaus Graf       | Frank Schmickler | Harald Grohs     | Klaus Graf    | Hans Willems     |
| 4     | Siegerlandring | 3. August     | Frank Schmickler | Klaus Graf       | Frank Schmickler | Wolfgang Land | Gerhard Müller   |
| 5     | Oschersleben   | 17. August    | Marc Basseng     | Hans Willems     | Wolfgang Land    | Marc Basseng  | Gerhard Müller   |
| 6     | Nürburgring    | 31. August    | Dirk Müller      | Frank Schmickler | Horst Farnbacher | Dirk Müller   | Klaus Graf       |
| 7     | Assen          | 14. September | Horst Farnbacher | Wolfgang Land    | Wolfgang Land    | Harald Grohs  | Frank Schmickler |
| 8     | Hockenheimring | 12. Oktober   | Dirk Müller      | Dirk Müller      | Dirk Müller      | Hans Willems  | Frank Stippler   |

## Meisterschaftsergebnisse

### Punktesystem
Punkte wurden an die ersten 15 klassifizierten Fahrer in folgender Anzahl vergeben. Die Punkte von den Gaststartern wurden am Saisonende gestrichen, daher können gleiche Positionen unterschiedliche Punktwertungen aufweisen:
| Platz  | 1. | 2. | 3. | 4. | 5. | 6. | 7. | 8. | 9. | 10. | 11. | 12. | 13. | 14. | 15. |
| Punkte | 20 | 18 | 16 | 14 | 12 | 10 | 9  | 8  | 7  | 6   | 5   | 4   | 3   | 2   | 1   |

### Fahrerwertung
Folgende Fahrer kamen auf die ersten zehn Plätze der Punktewertung.
| Platz | Fahrer           | ZOL | ZWE | DIE | SIE | OSC | NÜR | ASS | HOC | Punkte |
| ----- | ---------------- | --- | --- | --- | --- | --- | --- | --- | --- | ------ |
| 1     | Wolfgang Land    | 1   | 2   |     | 2   | 1   |     | 1   |     | 105    |
| 2     | Horst Farnbacher | 8   | 1   |     | ?   | ?   | 1   | ?   |     | 103    |
| 3     | Klaus Graf       | 2   | ?   | 2   | ?   | ?   | 3   |     |     | 100    |
| 4     | Harald Grohs     | 3   | ?   | 1   | ?   | ?   |     | 2   |     | 92     |
| 5     | Dirk Müller      | 10  |     |     | ?   | ?   | 2   |     | 1   | 84     |
| 6     | Frank Schmickler | ?   | 3   | ?   | 1   | ?   | ?   | 3   |     | 79     |
| 7     | Gerhard Müller   | 5   |     |     | 3   | 3   |     |     |     | 76     |
| 8     | Frank Stippler   | ?   | ?   |     | ?   | DNF |     |     | 3   | 74     |
| 9     | Hans Willems     | 4   | ?   | 3   | ?   | ?   |     |     | 2   | 73     |
| 10    | Marc Basseng     | ?   | ?   |     | ?   | 2   |     |     |     | 58     |
| ?     | Oliver Mathai    | 7   |     |     |     |     |     |     |     | ?      |
| ?     | Stefan L. Hackl  | 9   |     |     | ?   |     |     |     |     | ?      |
| ?     | Stefan Roitmayer |     | ?   |     | ?   | DNF |     |     |     | ?      |
| ?     | Horst Stäbler    |     |     |     | ?   |     |     |     |     | ?      |
| ?     | Patrick Huisman  | 6   |     |     |     |     |     |     |     | 0      |
| Platz | Fahrer           | ZOL | ZWE | DIE | SIE | OSC | NÜR | ASS | HOC | Punkte |

| Legende  | Legende            | Legende                                                          |
| Farbe    | Abkürzung          | Bedeutung                                                        |
| -------- | ------------------ | ---------------------------------------------------------------- |
| Gold     | –                  | Sieg                                                             |
| Silber   | –                  | 2. Platz                                                         |
| Bronze   | –                  | 3. Platz                                                         |
| Grün     | –                  | Platzierung in den Punkten                                       |
| Blau     | –                  | Klassifiziert außerhalb der Punkteränge                          |
| Violett  | DNF                | Rennen nicht beendet (did not finish)                            |
| Violett  | NC                 | nicht klassifiziert (not classified)                             |
| Rot      | DNQ                | nicht qualifiziert (did not qualify)                             |
| Rot      | DNPQ               | in Vorqualifikation gescheitert (did not pre-qualify)            |
| Schwarz  | DSQ                | disqualifiziert (disqualified)                                   |
| Weiß     | DNS                | nicht am Start (did not start)                                   |
| Weiß     | WD                 | zurückgezogen (withdrawn)                                        |
| Hellblau | PO                 | nur am Training teilgenommen (practiced only)                    |
| Hellblau | TD                 | Freitags-Testfahrer (test driver)                                |
| ohne     | DNP                | nicht am Training teilgenommen (did not practice)                |
| ohne     | INJ                | verletzt oder krank (injured)                                    |
| ohne     | EX                 | ausgeschlossen (excluded)                                        |
| ohne     | DNA                | nicht erschienen (did not arrive)                                |
| ohne     | C                  | Rennen abgesagt (cancelled)                                      |
| ohne     | keine WM-Teilnahme |                                                                  |
| sonstige | P/fett             | Pole-Position                                                    |
| sonstige | 1/2/3/4/5/6/7/8    | Punktplatzierung im Sprint-/Qualifikationsrennen                 |
| sonstige | SR/kursiv          | Schnellste Rennrunde                                             |
| sonstige | *                  | nicht im Ziel, aufgrund der zurückgelegten Distanz aber gewertet |
| sonstige | ()                 | Streichresultate                                                 |
| sonstige | unterstrichen      | Führender in der Gesamtwertung                                   |